# Степанов Олександр Олександрович
Олександр Олександрович Степанов (рос. Александр Александрович Степанов; 26 квітня 1979, м. Уфа, СРСР) — російський хокеїст, правий нападник. 
Вихованець хокейної школи «Динамо» (Москва). Виступав за «Динамо» (Москва), «Ак Барс» (Казань), «Сєвєрсталь» (Череповець), «Салават Юлаєв» (Уфа) і «Витязь» (Подольськ). У Континентальній хокейній лізі — 359 (32+47), у Кубку Гагаріна — 87 (7+10).
Брат: Анатолій Степанов.
Досягнення
- Чемпіон Росії (2000, 2005, 2006), срібний призер (1999, 2007)
- Володар Кубка Гагаріна (2009, 2010)
- Володар Кубка європейських чемпіонів (2007)
- Володар Континентального кубка (2008).